# Czas przyszły
Czas przyszły – kategoria gramatyczna (czas gramatyczny) czasownika, która najczęściej wskazuje i nazywa późniejszą czynność lub późniejszy stan niż moment mówienia lub pisania o nich, np. pójdę, kupię, będę spał. W języku polskim od czasowników dokonanych tworzy się czas przyszły prosty odpowiadający formą czasowi teraźniejszemu, a od czasowników niedokonanych – czas przyszły złożony.

## Odmiana
| Liczba            | Osoba    | Forma z imiesłowem przyszłym | Forma z bezokolicznikiem |
| ----------------- | -------- | ---------------------------- | ------------------------ |
| liczba pojedyncza | 1. (ja)  | będę liczył                  | będę liczyć              |
| liczba pojedyncza | 1. (ja)  | będę liczyła                 | będę liczyć              |
| liczba pojedyncza | 1. (ja)  | będę liczyło                 | będę liczyć              |
| liczba pojedyncza | 2. (ty)  | będziesz liczył              | będziesz liczyć          |
| liczba pojedyncza | 2. (ty)  | będziesz liczyła             | będziesz liczyć          |
| liczba pojedyncza | 2. (ty)  | będziesz liczyło             | będziesz liczyć          |
| liczba pojedyncza | 3. (on)  | będzie liczył                | będzie liczyć            |
| liczba pojedyncza | 3. (ona) | będzie liczyła               | będzie liczyć            |
| liczba pojedyncza | 3. (ono) | będzie liczyło               | będzie liczyć            |
| liczba mnoga      | 1. (my)  | będziemy liczyli             | będziemy liczyć          |
| liczba mnoga      | 1. (my)  | będziemy liczyły             | będziemy liczyć          |
| liczba mnoga      | 2. (wy)  | będziecie liczyli            | będziecie liczyć         |
| liczba mnoga      | 2. (wy)  | będziecie liczyły            | będziecie liczyć         |
| liczba mnoga      | 3. (oni) | będą liczyli                 | będą liczyć              |
| liczba mnoga      | 3. (one) | będą liczyły                 | będą liczyć              |

| Liczba            | Osoba             | Czasownik  |
| ----------------- | ----------------- | ---------- |
| liczba pojedyncza | 1. (ja)           | policzę    |
| liczba pojedyncza | 2. (ty)           | policzysz  |
| liczba pojedyncza | 3. (on, ona, ono) | policzy    |
| liczba mnoga      | 1. (my)           | policzymy  |
| liczba mnoga      | 2. (wy)           | policzycie |
| liczba mnoga      | 3. (oni, one)     | policzą    |